# День российской полиграфии
День российской полиграфии — российский праздник, отмечается ежегодно 19 апреля.

## История
Федеральное агентство по печати и массовым коммуникациям и Министерство культуры поддержали инициативу общественности учредить 19 апреля отраслевой праздник — День российской полиграфии. Именно 19 апреля 1563 года первопечатник Иван Фёдоров начал работу над первой отечественной печатной книгой «Апостол»
Инициаторами праздника выступили сами полиграфисты. Они добивались права на свой профессиональный день много лет. Их мечта осуществилась в 2013 году. С тех пор в российском профессиональном календаре стало на одно событие больше.
Дату празднования приурочили к началу работ над первой печатной книгой на Руси — «Апостол». Над ее созданием два книгопечатника трудились год, с 19 апреля 1563 года по 1 марта 1564 года.
К середине XVI века великий князь Иван Грозный распорядился построить первую типографию. С того времени и берёт свое начало русская полиграфия.